# João Francisco Bráz
João Francisco Bráz   (São Paulo, 25 de novembre de 1920 - 11 de setembre de 1996) fou un jugador de bàsquet brasiler que va competir durant les dècades de 1940 i 1950.
El 1948 va prendre part en els Jocs Olímpics de Londres, on guanyà la medalla de bronze en la competició de bàsquet. Quatre anys més tard, als Jocs de Hèlsinki, fou sisè en la competició de bàsquet.